# Kultura Carchi-Nariño

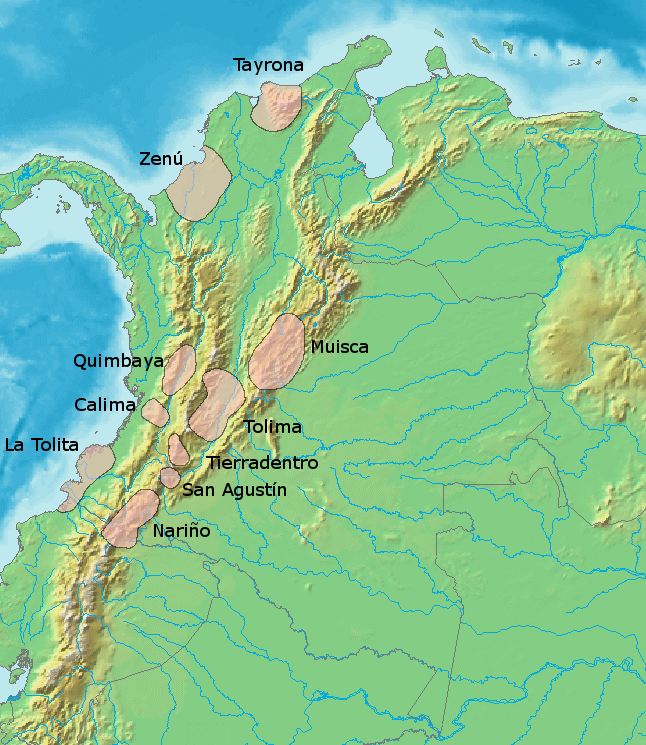
Prekolumbijskie kultury w północno-zachodniej części Ameryki Południowej - obszar kultury Carchi-Nariño oznaczony tutaj jako Narino

Kultura Carchi-Nariño – kultura prekolumbijska z terenu południowo-zachodniej Kolumbii i północnego Ekwadoru.
Kultura ta określana jest często w skrócie w Ekwadorze kulturą Carchi, a w Kolumbii - kulturą Nariño. Pod pojęciem kultury Carchi-Nariño rozumiany jest obecnie obszar trzech wzajemnie przenikających się kultur archeologicznych: Capulí, Piartal i Tuza, powiązania między którymi są obecnie elementem sporów naukowców. 
Istnieje kilka koncepcji wzajemnych związków między tymi kulturami (w nawiasach nazwiska badaczy i lata wysunięcia przez nich przedstawionych koncepcji):
- Capulí, Piartal i Tuza są trzema stylami ceramicznymi związanymi z trzema różnymi kulturami następującymi kolejno po sobie (Francisco, 1969);
- styl ceramiczny Capulí łączy się z określonym społeczeństwem, natomiast dwa pozostałe style to dwie fazy tego samego kompleksu kulturalnego powiązanego z zamieszkującymi te tereny Indianami Pasto (Uribe, 1977/78);
- zespoły złotnicze Capulí  i Piartal-Tuza są związane z dwoma różnymi społeczeństwami (Plazas, 1977/78);
- style ceramiczne Piartal i Tuza są wytworami dwóch różnych grup etnicznych egzystujących jednocześnie (Labbé, 1986);
- style ceramiczne Capulí, Piartal i Tuza są przejawem zróżnicowania wewnętrznego tego samego społeczeństwa (Cárdenas, 1993, 1995);
- nie istniały dwie grupy etniczne odmiennie się wyrażające w sztuce czy ceramice, tylko istniało jedno społeczeństwo hierarchiczne z dwoma poziomami hierarchii społecznej, z których każdy poziom prezentował inne metody wyrazu artystycznego (Doyón, 1993, 1995);
- opierająca się na analizie wyrobów złotniczych pochodzących z tych terenów i skłaniająca do interpretacji tych wyrobów jako wytworu jednego społeczeństwa, przy czym różnice mogły łączyć się z istnieniem nie jednej, ale dwóch grup rządzącej elity politycznej (kacyków), (Gómez i Lleras, 2002);
- styl Capulí łączy się grupą społeczną szamanów, styl Piartal z kacykami, natomiast styl Tuza ze społecznością Indian Pasto (Echevarría, 2004).

Obecnie dominuje pogląd, że kultury te współżyły na tym samym terytorium, przy czym kultura Capulí zajmowała południowo-zachodnią część regionu, natomiast kultury Piartal i Tuza są dwoma fazami rozwojowymi tej samej społeczności (związanej z Indianami Pasto) o hierarchicznym systemie władzy z dominującą rolą wodzów (kacyków).